# Gene Amdahl

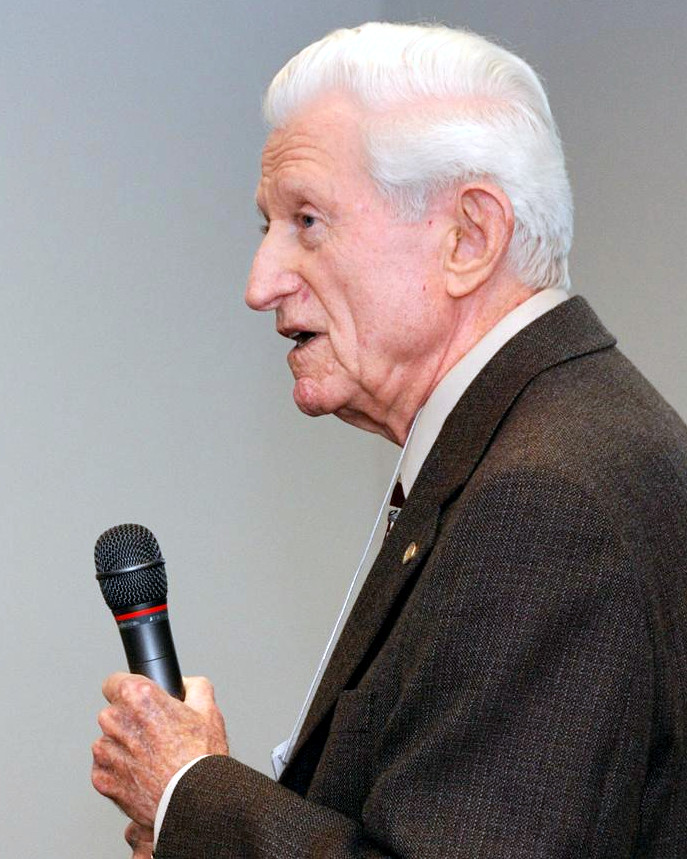
Gene Amdahl w roku 2008

Gene Myron Amdahl (ur. 16 listopada 1922 we Flandreau, zm. 10 listopada 2015 w Palo Alto) – Amerykanin norwesko-szwedzkiego pochodzenia, pionier techniki komputerowej i konstruktor pierwszych komputerów.

## Życiorys
W 1948 roku ukończył fizykę na South Dakota State University. Następnie w 1952 roku obronił doktorat na University of Wisconsin. Przedmiotem jego rozprawy doktorskiej była konstrukcja jednej z pierwszych maszyn liczących o nazwie WISC (ang. Wisconsin Integrally Synchronized Computer, pl. Wewnętrznie Synchronizowany Komputer Wisconsin). W latach 1952–1979 związany był z koncernem IBM, potem był założycielem lub współtwórcą kilku innych przedsiębiorstw działających na rynku (super) komputerowym, m.in. Amdahl Corporation, Trilogy Systems, Andor International, Commercial Data Servers. Od listopada 2004 roku był doradcą w firmie Massively Parallel Technologies.
Amdahl sformułował tzw. prawa Amdahla używane np. do wyznaczania maksymalnego możliwego przyspieszenia osiąganego przez program równoległy uruchamiany na komputerze wieloprocesorowym.